# اچ‌ام‌ای‌اس استرالیا (۱۹۱۱)
اچ‌ام‌ای‌اس استرالیا (۱۹۱۱) (به انگلیسی: HMAS Australia (1911)) یک رزم‌ناو بود که طول آن ۵۹۰ فوت (۱۷۹٫۸ متر) بود. این کشتی در سال ۱۹۱۱ ساخته شد.